# Aktion gegen Geheimlehren und sogenannte Geheimwissenschaften
Die Aktion gegen Geheimlehren und sogenannte Geheimwissenschaften, auch Aktion Heß oder Sonderaktion Heß oder Heß-Aktion genannt, richtete sich im nationalsozialistischen Deutschland vor allem gegen Okkultisten. Die am 9. Juni 1941 begonnene Aktion war eine Reaktion der Parteiführung der NSDAP auf den sogenannten „Englandflug“ von Rudolf Heß, des Stellvertreters Adolf Hitlers. Der dem Okkultismus zugeneigte Heß hatte sich unter anderem durch zwei persönliche Horoskope zu seinem Flug verleiten lassen. Die den Okkultismus strikt ablehnenden Parteigrößen Martin Bormann und Joseph Goebbels waren die Hauptakteure der von Hitler angeordneten Aktion. Ausführende Organe waren der Sicherheitsdienst (SD) und die Polizei unter der Leitung von Reinhard Heydrich. In Folge der Aktion kamen nicht nur viele Okkultisten in Haft, auch Mitglieder der Christengemeinschaft (stützt sich stark auf die Anthroposophie Rudolf Steiners) und anderer Organisationen fielen ihr zum Opfer.
Die Aktion gegen Geheimlehren und sogenannte Geheimwissenschaften war der Höhepunkt der Maßnahmen gegen Okkultisten im Dritten Reich. Sie ist bisher kaum wissenschaftlich aufgearbeitet. Beispielsweise gibt es über die Anzahl der Opfer keine verlässlichen Angaben. Schätzungen gehen von etwa 300 bis 1000 Verhafteten aus. Ein Teil der Verhafteten wurde Anfang 1942 zum Aufbau der dem Oberkommando der Kriegsmarine unterstehenden „Abteilung SP“ rekrutiert. Diese Abteilung sollte mit Hilfe siderischer Pendel feindliche Schiffe und Geleitzüge orten.

## Hintergrund

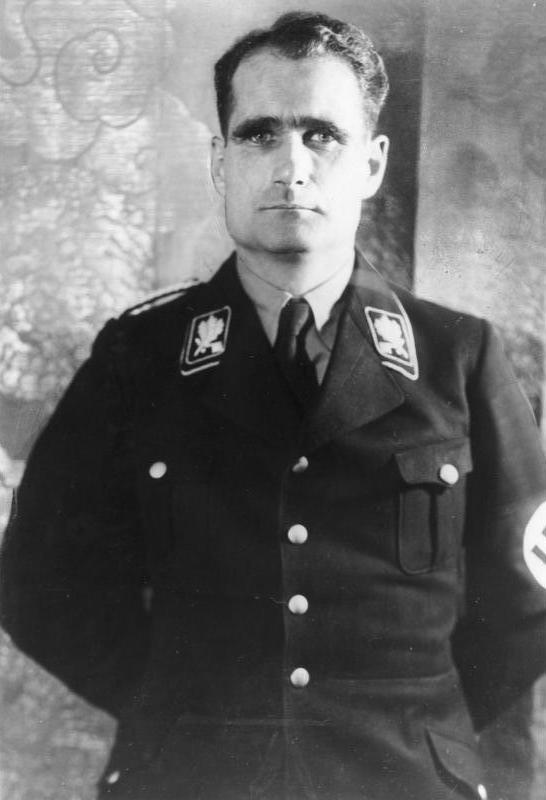
Rudolf Heß (1935). Sein Flug nach Schottland am 10. Mai 1941 war der Auslöser für die Aktion gegen Geheimlehren und sogenannte Geheimwissenschaften.

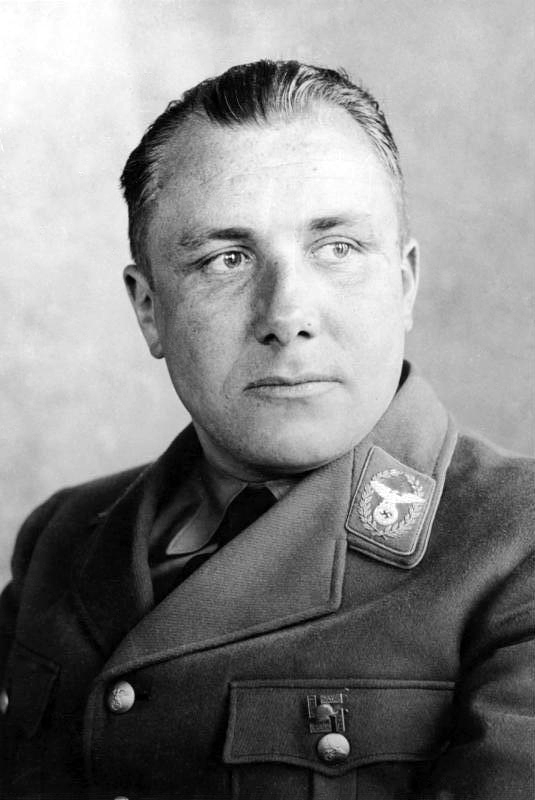
Martin Bormann (1934), lehnte jede Form von Okkultismus strikt ab.

Der NS-Staat lehnte alles Okkulte offiziell grundsätzlich ab. Schon kurz nach der Machtergreifung 1933 wurden okkultistische und etliche religiöse Bewegungen und Vereine als „staatsfeindliche Sekten“ eingestuft. Gegen Astrologen gab es erste Berufsverbote. Einige Organisationen wurden vom Sicherheitsdienst des Reichsführers SS zunächst nur überwacht, so auch die Theosophische Gesellschaft. Im Februar 1935 wurden die Publikationen von Hermann Rudolph, dem Vorsitzenden der Internationalen Theosophischen Verbrüderung, konfisziert und waren fortan verboten. Beide Organisationen wurden im Juli 1937 aufgelöst. Selbst die von Rudolf Heß und anderen ranghohen Nationalsozialisten protegierte Anthroposophische Gesellschaft wurde am 1. November 1935 in Deutschland verboten. Zuvor hatten sich die theosophischen Vereinigungen darin überboten, den Nationalsozialismus zu glorifizieren und sich dem Regime anzudienen. Rudolph hatte die Theosophie zur Verwirklichung der wahren Ziele des Nationalsozialismus stilisiert und den Nationalsozialismus als nächsten Schritt der spirituellen Evolution bezeichnet. Aus seiner Sicht hatte Deutschland eine religiöse Mission, alle „arischen“ Völker zu vereinen, und seine Organisation schien ihm dabei der natürliche Bundesgenosse auf der spirituellen Ebene zu sein. Theosophische Doktrinen seien die ideologische und religiöse Grundlage des Nationalsozialismus. Aus der Perspektive anti-esoterisch eingestellter Nationalsozialisten war eben dieses offene Bekenntnis der Theosophen zum Nationalsozialismus ein Problem, weil sie darin eine Gefährdung der ideologischen Integrität des Nationalsozialismus sahen. Die der Anthroposophie nahestehende Christengemeinschaft konnte als christliche Vereinigung zunächst weiter bestehen. Von den bestehenden acht Waldorfschulen wurden bis 1938 fünf durch Verbot oder Selbstauflösung geschlossen.
Am 20. Juli 1937 erfolgte in einem vom Reinhard Heydrich unterzeichneten Rundschreiben zur „Auflösung freimaurerlogenähnlicher Organisationen“ das Verbot aller derartiger „Sekten“.
Andererseits war das Verhältnis einiger führender Nationalsozialisten zum Okkultismus zwiespältig. So hatte beispielsweise Heinrich Himmler eine starke Zuneigung zu esoterischen Zirkeln, okkulten Feierlichkeiten und altgermanischen Mythen. Er ließ sich über viele Jahre von dem Okkultisten Karl Maria Wiligut beraten und mit Wilhelm Wulff hatte er einen persönlichen Astrologen.
Mitglieder der Waffen-SS wurden zu Wünschelrutengängern ausgebildet, um Wasser, Erze, Gold und andere Schätze aufzuspüren.
Die der anthroposophischen Bewegung zugehörige Heilpädagogik und die biologisch-dynamische Landwirtschaft konnten ohne größere Einschränkungen bis zum Kriegsende fortbestehen – Himmlers persönliche Interessen verhinderten ein mögliches Verbot.
Rudolf Heß, Adolf Hitlers Stellvertreter, interessierte sich sehr für Esoterik, Alternativmedizin, Naturheilkunde und Astrologie. Dies war den Mitgliedern des Führungskreises der NSDAP bekannt, die ihm in Anspielung auf das Land seiner Geburt den Spitznamen „Yogi aus Ägypten“ gaben. Zunehmend kam es zu Konfrontationen zwischen Heß und anderen hohen Funktionsträgern der Partei. Einer der Gegenspieler von Heß war dessen Stabsleiter Martin Bormann, der persönlich jede Form von Okkultismus strikt ablehnte. Ähnlich ablehnend und verächtlich äußerten sich auch Joseph Goebbels und Reinhard Heydrich über Heß’ Neigungen. Auch mit Hitler hatte Heß bei diesen Themen erhebliche Meinungsverschiedenheiten.
Einige bedeutende Autoren und Historiker vertreten die Ansicht, dass Heß seit dem Beginn des Zweiten Weltkriegs innerhalb des NS-Regimes bedeutungslos geworden sei und sich im Wesentlichen nur noch für alternative Medizin, Naturheilkunde und Astrologie interessiert habe.
Am 7. Mai 1941, genau drei Tage vor dem spektakulären „Englandflug“ von Heß, hatte Martin Bormann die Gauleiter in einem Rundschreiben vor „Aberglaube, Wunderglaube und Astrologie als Mittel staatsfeindlicher Propaganda“ gewarnt. „Konfessionelle und okkulte Kreise [würden] durch bewußte Verbreitung von Wundergeschichten, Prophezeiungen, astrologischen Zukunftsberechnungen usw. vermehrt Unsicherheit und Verwirrung in die Bevölkerung tragen“.
In dem Schreiben, in dem er sich ausdrücklich auf Adolf Hitler berief, heißt es weiter:

„Ferner nutzen Wahrsager, Hellseher, Sterndeuter und Kartenlegerinnen gerade jetzt die natürliche Spannung aus, mit der die Volksgenossen die weitere politische und militärische Entwicklung des Krieges erwarten. Es handelt sich hier teils um systematische konfessionelle Propaganda, teils um gedankenlose Nachschwätzerei sensationslüsterner Menschen, die auf die volksfeindlichen Machenschaften von Elementen hereinfallen, die die Furchtsamkeit gewisser Menschen für ihre Macht oder Geschäfte missbrauchen.“

Damit positionierte sich Bormann deutlich gegen seinen Chef Rudolf Heß.

## Heß’ „Englandflug“

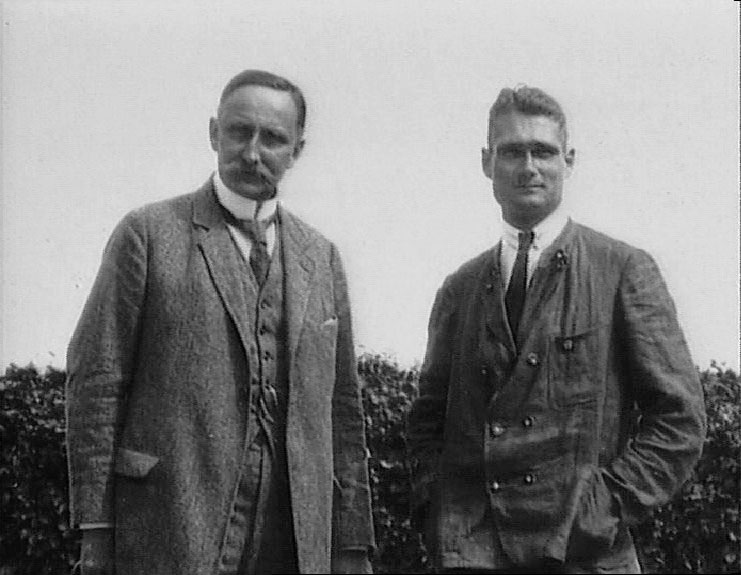
Karl Haushofer (links) und Rudolf Heß (um 1920)

Im Sommer 1940 richtete Hitler in seinem „Appell an die Vernunft“ einen eher halbherzigen Versuch eines Friedensangebotes an Großbritannien. Er blieb dabei deutlich hinter den Erwartungen seiner Gefolgsleute zurück. Die öffentliche Meinung in Großbritannien und das Regierungskabinett lehnten das Angebot Hitlers ab. In dieser Zeit entstand bei dem in seiner Partei sehr beliebten Heß die Idee zu seiner „Friedensmission“. Mit seinem Mentor Karl Haushofer und dessen Sohn Albrecht entwickelte er in Diskussionen den Plan zum „Englandflug“, „um das Blutvergießen zwischen zwei germanischen Völkerstämmen zu stoppen“.
Heß ließ sich im Januar 1941 von seinem Mitarbeiter Ernst Schulte Strathaus ein persönliches Horoskop erstellen. Dieses Horoskop prophezeite Heß den 10. Mai 1941 „als einen erfolgsversprechenden Tag für eine Reise im Interesse des Friedens“. An diesem Tag sollen „Vollmond und sechs Planeten im Zeichen des Stieres“ zusammengefallen sein.
Der Historiker Manfred Görtemaker geht von drei Flugversuchen Heß’ aus, die alle wegen technischer Schwierigkeiten oder ungünstiger Wetterbedingungen scheiterten. Der erste soll am 21. Dezember 1940 misslungen sein, die beiden anderen im Januar und Februar 1941.
Im März ließ Schulte Strathaus das von ihm erstellte Horoskop von der Münchener Astrologin Maria Nagengast bestätigen.
Für die Erstellung des Horoskops soll Nagengast 50 Reichsmark erhalten haben.
Die Astrologin Waltraud Weckerlein behauptet in ihrem 1949 erschienenen Buch Hitlers Sterne logen nicht, dass Nagengast Heß geraten habe: „Im Mai können Sie ohne Lebensgefahr fliegen“. Belege für die Aussage hat Weckerlein nicht. Nach Weckerleins Darstellung soll Heß bei Nagengast „Dauergast“ gewesen sein; auch hierfür gibt sie jedoch keine Belege an.

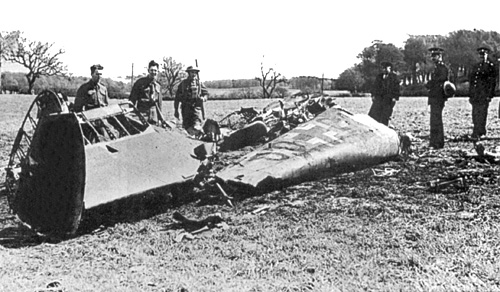
Das Wrack von Heß’ Messerschmitt Bf 110

Am 10. Mai 1941, um 18:10 Uhr, startete Heß mit einer Messerschmitt Bf 110 vom Fliegerhorst Haunstetten bei Augsburg in Richtung Schottland. In Dungavel Castle wollte er mit Douglas Douglas-Hamilton über einen Friedensschluss verhandeln. Heß glaubte irrtümlich, dass der mit Albrecht Haushofer befreundete Douglas-Hamilton ein Gegner Churchills sei. Sein Friedensangebot fand kein Interesse und er geriet in britische Kriegsgefangenschaft. Vor dem Abflug hinterließ Heß seinem Adjutanten Karlheinz Pintsch einen Brief für Hitler.
Über die Beweggründe für Heß’ Entschluss zu diesem Flug nach Großbritannien gibt es eine Vielzahl von Spekulationen. Der Flug gehört „noch immer zu den großen Rätseln der Weltgeschichte“. Wesentliche Akten sind auf britischer Seite nach wie vor unter Verschluss oder sind in den Wirren des Kriegsendes in Deutschland verschollen – beides ideale Bedingungen für Spekulationen und Verschwörungstheorien. Nach Auffassung des Historikers Rainer F. Schmidt soll Heß das Opfer einer gezielten Intrige des britischen Secret Intelligence Service (MI6) gewesen sein. Heß soll mit Douglas-Hamilton im Briefwechsel gestanden haben, wobei sich aber hinter den Antwortschreiben der MI6 verborgen haben soll.
Donald McCormick, der meist unter dem Pseudonym Richard Deacon schrieb, arbeitete im Zweiten Weltkrieg beim British Naval Intelligence Department. Nach dem Krieg wurde er Journalist und Historiker. Als Journalist arbeitete er bei der Sunday Times zeitweise zusammen mit Ian Fleming, dem Erfinder von James Bond und ebenfalls ehemaligem Angehörigen des British Naval Intelligence Department. McCormick hat eine Aussage Flemings veröffentlicht, der britische Geheimdienst habe mit einem gefälschten Horoskop den okkultismusgläubigen Heß zu seinem Flug animiert. So seien die Heß nahestehenden okkultistischen Zirkel systematisch infiltriert worden und im Frühjahr 1941 habe man ihm über einen Kontaktmann des Secret Service in der Schweiz ein entsprechend präpariertes Horoskop zukommen lassen, das ihn zu seiner „Friedensmission“ veranlasst habe. Aus der Führungsriege der Nationalsozialisten sei Heß, astrologiegläubig und um einen Frieden mit Großbritannien bemüht, der beste Kandidat für einen solchen Coup gewesen.

## Erste Reaktionen auf Heß’ Flug
Am Tag nach Heß’ Flug übergab Pintsch am Berghof Hitler persönlich den Brief von Heß. Über die Reaktion Hitlers gibt es unterschiedliche Überlieferungen. Der überwiegende Teil der Historiker geht von einem Alleingang Heß’ aus und schildert Hitlers Reaktion als wütend und bestürzt. Joseph Goebbels schrieb in seinem Tagebuch: „Der Führer ist ganz zerschmettert“, als dieser von der „England-Mission“ Heß’ erfuhr.
Laut Otto Dietrich, dem Reichspressechef der NSDAP, bemächtigte sich Hitlers, als er das Schreiben las, „eine ungeheure Erregung“. Albert Speer soll einen „unartikulierten“, fast „tierischen Laut“ Hitlers vernommen haben. Sein Chefdolmetscher Paul-Otto Schmidt verglich die Situation mit dem Einschlag einer Bombe im Berghof. Hitler soll seinem langjährigen Gefährten und Zellengenossen aus der Landsberger Haft gewünscht haben: „Hoffentlich stürzt er ins Meer“.
Eine 2011 im Staatsarchiv der Russischen Föderation entdeckte Erklärung von Pintsch schildert Hitlers Reaktion völlig anders. Hitler hätte die Meldung nicht fassungslos aufgenommen, sondern sie vielmehr in Ruhe angehört. Pintsch behauptet in dieser Erklärung außerdem, dass Hitler in Heß’ Pläne eingeweiht gewesen und der Flug in „vorheriger Übereinkunft mit den Engländern“ erfolgt sei.
Am 12. Mai 1941 um 21:00 Uhr wurde über alle Sender des Großdeutschen Rundfunks eine erste öffentliche Stellungnahme als parteiamtliche Mitteilung verbreitet. Sie wurde von Hitler persönlich am Nachmittag formuliert. Der Text lautete:

„Parteigenosse Heß, dem es auf Grund einer seit Jahren fortschreitenden Krankheit vom Führer strengstens verboten war, sich noch weiter fliegerisch zu betätigen, hat, entgegen diesem vorliegenden Befehl, es vermocht, sich in letzter Zeit wieder in den Besitz eines Flugzeugs zu bringen. Am Samstag, dem 10. Mai, gegen 18 Uhr, startete Parteigenosse Heß in Augsburg wieder zu einem Flug, von dem er bis zum heutigen Tag nicht zurückgekehrt ist. Ein zurückgelassener Brief zeigte in seiner Verworrenheit leider die Spuren einer geistigen Zerrüttung, die befürchten läßt, daß Parteigenosse Heß das Opfer von Wahnvorstellungen wurde […]. Unter diesen Umständen muß also leider die nationalsozialistische Bewegung damit rechnen, daß Parteigenosse Heß auf seinem Flug irgendwo abgestürzt bzw. verunglückt ist.“

Inhaltlich orientierte sich die Mitteilung dabei am Schlusssatz von Heß’ Brief an Hitler. Nach Aussage von Heß’ Ehefrau Ilse schrieb ihr Mann darin:

„Und sollte, mein Führer, mein – wie ich zugeben muß – mit sehr wenig Erfolgschancen belastetes Vorhaben scheitern, sollte das Schicksal gegen mich entscheiden, so kann es für Sie wie für Deutschland keine üblen Folgen haben: Sie können sich jederzeit von mir absetzen – erklären Sie mich für verrückt.“

Am Vormittag des nächsten Tages meldete der britische Rundfunk den nächtlichen Alleinflug des Stellvertreters des Führers.
Nach Aufzeichnungen von Hans Frank, die er nach dem Zweiten Weltkrieg im Nürnberger Zellengefängnis anfertigte, soll Hitler am Nachmittag des 13. Mai 1941 sämtliche NSDAP-Reichs- und -Gauleiter zu einer kurzfristig anberaumten Besprechung geladen haben. Frank war zu diesem Zeitpunkt Generalgouverneur der besetzten polnischen Gebiete und Chef des Reichsrechtsamtes der NSDAP. Zum Flug von Heß soll Hitler wutentbrannt gesagt haben:

„Heß ist vor allem ein Deserteur, und wenn ich ihn je erwische, büßt er für diese Tat als gemeiner Landesverräter. Im übrigen scheint mir dieser Schritt stärkstens mitveranlaßt zu sein von dem astrologischen Klüngel, den Heß um sich in Einfluß hielt. Es ist daher Zeit, mit diesem Sterndeuterunfug radikal aufzuräumen.“

Joseph Goebbels schrieb am 14. Mai 1941 in sein Tagebuch zu diesem Vorgang:

„So ein Narr war der nächste Mann nach dem Führer. Es ist kaum auszudenken. Seine Briefe strotzen von einem unausgegorenen Okkultismus. Prof. Haushofer und seine Frau, die alte Heß, sind dabei die bösen Geister gewesen. Sie haben ihren ‚Großen‘ künstlich in diese Rolle hineingesteigert. Er hat auch Gesichte gehabt, sich Horoskope stellen lassen u. ä. Schwindel. So was regiert Deutschland. Das Ganze ist aus der Atmosphäre seines Gesundlebens und seiner Grasfresserei erklärbar.“

Am selben Tag berichteten alle deutschen Tageszeitungen mit der Schlagzeile „Die Aufklärung des Falles Heß“, dass Heß in Schottland gelandet sei, und wiederholten mehrfach, er habe unter Wahnvorstellungen gelitten und sei ihnen letztlich zum Opfer gefallen. Darin ist auch zu lesen:

„Rudolf Heß, der seit Jahren, wie in der Partei bekannt war, körperlich schwer litt, nahm in letzter Zeit steigend seine Zuflucht zu den verschiedensten Hilfen, Magnetiseuren, Astrologen und so weiter. Inwieweit auch diese Personen eine Schuld trifft in der Herbeiführung einer geistigen Verwirrung, die ihn zu diesem Schritt veranlasste, wird ebenfalls zu klären versucht.“

Ebenfalls am 14. Mai telegrafierte Bormann an Heydrich, Hitler wünsche, „daß mit den schärfsten Mitteln gegen Okkultisten, Astrologen, Kurpfuscher und dergl, die das Volk zur Dummheit und Aberglauben verführen, vorgegangen“ werde.
Am nächsten Tag erließ Joseph Goebbels als Reichsminister für Volksaufklärung und Propaganda eine Anordnung, die alle okkultistischen, hellseherischen, telepathischen oder astrologischen Vorführungen untersagte. Am 16. Mai notierte er in seinem Tagebuch:

„Ich gebe einen scharfen Erlaß gegen Okkultismus, Hellseherei etc. heraus. Dieser ganze obskure Schwindel wird nun endgültig ausgerottet. Die Wundermänner, Heß’ Lieblinge, werden hinter Schloß und Riegel gesetzt. Anweisung an die Gaue, die Partei über den Tatbestand aufzuklären.“

In einem nach dem Krieg gefundenen Brief Bormanns an Himmler heißt es:

„Wie sich aus den Akten ergibt, hat R. H. selbst die Erfolgsaussichten seiner Gespräche zu hundert Prozent bejaht, als ihm der sogenannte Wahrtraum durch General Haushofer erzählt wurde und nachdem Schulte-Strathaus und Nagengast ihm in Horoskopen Glück und Erfolg prophezeit hatten. Heß glaubte an derlei Dinge, und nachdem ihm von drei Seiten der Erfolg prophezeit worden war, glaubte er besonders fest daran.“

Die esoterischen Interessen von Heß wurden nach seinem Alleingang von der NS-Propaganda doppelt genutzt. Einerseits dienten sie als Erklärung für den „Englandflug“ des „verwirrten“ und „manipulierten“ Einzelgängers, der von Astrologen und Okkultisten beeinflusst wurde. Mit dieser – vermutlich von Martin Bormann entwickelten – Strategie sollte der politische Schaden nach innen und außen minimiert werden. Zum anderen waren sie eine Rechtfertigung für die nachfolgenden drastischen Maßnahmen gegen die gesamte okkultistische Szene.

## Aktion Heß

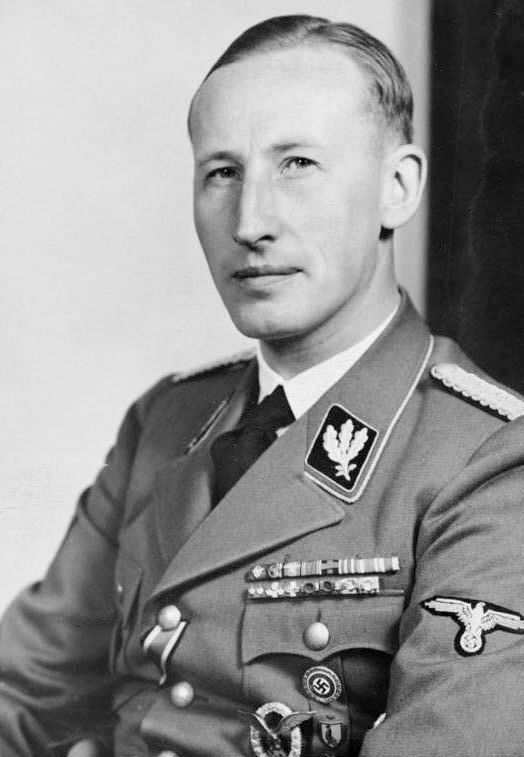
Reinhard Heydrich organisierte die Aktion Heß

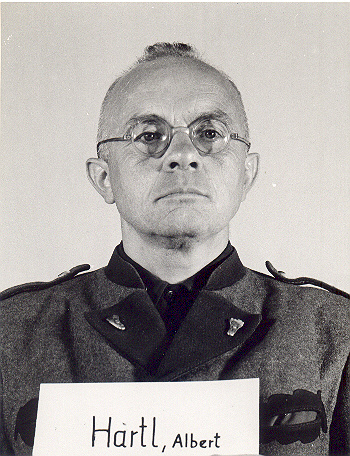
Albert Hartls (≈1947) Amtsgruppe koordinierte die Aktion Heß

Am 4. Juni 1941, etwas mehr als drei Wochen nach dem „Englandflug“ von Heß, begann auf Anweisung von Adolf Hitler Reinhard Heydrich die Aktion gegen Geheimlehren und sogenannte Geheimwissenschaften. Alle Leiter der Staatspolizei, der Kriminalpolizeistellen und der SD-Abschnitte erhielten an diesem Tag einen geheimen Schnellbrief. Darin wurde die Aktion für den 9. Juni, möglichst zwischen 7 und 9 Uhr morgens, befohlen. Die Anweisung galt für das gesamte Deutsche Reich, einschließlich einiger besetzter Gebiete. Koordinierende Stelle war die von SS-Sturmbannführer Albert Hartl geleitete Amtsgruppe „Weltanschauliche Gegner“ im Reichssicherheitshauptamt (RSHA IV B).
Die Aktion wurde wie folgt begründet:

„Im gegenwärtigen Schicksalskampf des Deutschen Volkes ist es erforderlich, nicht nur die körperlichen, sondern auch die seelischen Kräfte des Einzelnen wie des gesamten Volkes gesund und widerstandskräftig zu erhalten. Okkulten Lehren, die vorgeben, daß das Tun und Lassen des Menschen von geheimnisvollen magischen Kräften abhängig sei, kann das deutsche Volk nicht weiter preisgegeben werden. Es ist daher gegen diese Lehren und Wissenschaften mit den schärfsten Sofortmaßnahmen vorzugehen. Eine endgültige gesetzliche Regelung ist bereits in Vorbereitung.“

Heydrichs Schreiben umfasste neun Seiten, zuzüglich vier Seiten Anlagen. Detailliert führte er darin aus, wie und gegen wen diese Aktion durchzuführen sei. Sie war gerichtet gegen:
Anthroposophen, Theosophen, Ariosophen, Astrologen, Parapsychologen, Wahrsager, Wunderheiler, Runenleser, Wünschelrutengänger und viele andere, die in irgendeiner Form Okkultismus praktizierten.
Das bei der Aktion beschlagnahmte Material sollte sofort ausgewertet werden, um „Anhaltspunkte für ein weiteres Vorgehen“ zu finden. Die Aktion richtete sich nicht nur gegen Einzelpersonen, sondern auch gegen entsprechende Organisationen, Vereine und Verbände.
„Sachhinweise für die Vernehmungen der Anhänger okkulter Lehren“ erhielten die Staatspolizeistellen und SD-Abschnitte in einem Rundschreiben des Sicherheitsdienstes (SD) am 6. Juni 1941 mit dem Vermerk „Geheim!“. Der SD verteilte personenspezifische Berichte von mehreren hundert Bürgern, die okkulter Aktivitäten beschuldigt wurden. Die Berichte enthielten Details über die angeblichen Aktivitäten sowie empfohlene Maßnahmen und Strafen für jeden Einzelnen. In vielen Fällen waren es Hausdurchsuchungen mit Vernehmungen, polizeiliche Verwarnungen und in Ausnahmefällen Beschlagnahme des Schriftverkehrs. Der Anthroposoph Franz Dreidax wurde beispielsweise für die Dauer der Untersuchungen unter Hausarrest gestellt. Sein Kollege Gerhard Hardorp wurde nach einer Hausdurchsuchung polizeilich verwarnt. Auch Ariosophen wie beispielsweise Jörg Lanz von Liebenfels und Herbert Reichstein befanden sich auf der Liste des SD. Eine Reihe von Okkultisten wurde verhaftet und in Untersuchungshaft oder gleich in Gefängnishaft genommen. Einige wurden nach ihrer Haft in ein Konzentrationslager überführt. Im Fall der als Wahrsagerin in der SD-Liste geführten Caroline Thun wurde die Verhaftung und anschließende Überstellung in ein Konzentrationslager empfohlen. Der Autor und Verleger Karl Rohm, ein Unterstützer des Hitlerputsches von 1923, sollte für längere Zeit in ein Konzentrationslager kommen und enteignet werden.
Über die Anzahl der Inhaftierten gibt es keine verlässlichen Daten. Schätzungen gehen von 300 bis 1000 Personen aus. Neben den zuvor Genannten gab es bei der Aktion Heß noch weitere prominente Opfer.
Emil Bock, der Anthroposoph und Mitbegründer der Christengemeinschaft, wurde am 11. Juni 1941 verhaftet. Er kam zunächst für drei Wochen in das Polizeigefängnis Stuttgart Schmale Straße und wurde dann in das Schutzhaftlager Welzheim überstellt. Am 5. Februar 1942 wurde Bock wieder aus der Haft entlassen. Zwei Tage zuvor war sein Mitstreiter Georg Moritz von Sachsen-Altenburg verhaftet worden. Er kam neuneinhalb Monate in staatspolizeiliche Schutzhaft und musste damit von allen namhaften Anthroposophen die längste Haftstrafe verbüßen.
Der Astrologe Hubert Korsch wurde vermutlich im April 1942 im KZ Sachsenhausen per Genickschuss durch die SS ermordet. Sein Kollege Walter A. Koch verbrachte nach seiner Festnahme drei Jahre in Haft, die meiste Zeit davon im KZ Dachau.
Der Freimaurer und Theosoph Johannes Maria Verweyen war im Rahmen der Aktion Heß zur Fahndung ausgeschrieben. Am 27. August 1941 verhaftete ihn die Gestapo während einer Vortragsreise in Frankfurt am Main. Er wurde am 8. September 1941 zunächst in das Polizeipräsidium Alexanderplatz überstellt. Ohne gerichtliche Verurteilung wurde er am 23. Mai 1942 in das KZ Sachsenhausen verlegt. Am 7. Februar 1944 kam er dann ins KZ Bergen-Belsen, wo er am 21. März 1945, drei Wochen vor der Befreiung durch britische Truppen, an Fleckfieber starb.
Ernst Schulte Strathaus, der das erste Horoskop für den „Englandflug“ von Heß erstellt hatte, wurde als dessen enger Vertrauter bereits am 14. Mai 1941, also vor der eigentlichen Aktion Heß, verhaftet. Zunächst war er elf Monate im Gestapo-Gefängnis in der Berliner Prinz-Albrecht-Straße 8 in Einzelhaft. Danach war er bis zum 3. März 1943 im KZ Sachsenhausen.
Karl Ernst Krafft, der im Propagandaministerium an der Deutung der Prophezeiungen des Nostradamus arbeitete, wurde am 12. Juni durch die Gestapo verhaftet. Ein Jahr später wurde er aus der Haft entlassen. Im Propagandaministerium musste er nun Horoskope über Staatsmänner und feindliche ranghohe militärische Führer erstellen. Dabei geriet Krafft offensichtlich in Konflikt mit seinen Auftraggebern. Im Februar 1943 wurde er zunächst wieder in Haft genommen und dann ins KZ Sachsenhausen überstellt. Am 8. Januar 1945 verstarb er im Block 61 des KZ Buchenwald.
Krafft hatte auf Seite der Alliierten einen Gegenspieler. Der deutsche Astrologe Louis de Wohl stand auf der Gehaltsliste der Special Operations Executive (SOE). Er leitete in London von September 1940 bis 1943 das Psychological Research Bureau (dt. ‚Büro für psychologische Forschung‘).
In diesem Büro wurden astrologische Prognosen und Nostradamus-Deutungen gegen Nazi-Deutschland erstellt. Außerdem sollte de Wohl berechnen, welche Warnungen oder Ratschläge der „Hitler-Astrologe“ Krafft dem Führer wohl erteilen würde. De Wohl hatte seine Auftraggeber von der Falschbehauptung, „dass Hitler keine militärische Entscheidung ohne den Rat des Schweizer Astrologen Karl Ernst Krafft trifft“, überzeugen können. Im Juni 1941 schickte ihn die SOE sogar in die Vereinigten Staaten, wo er „mit seinen Voraussagen die Amerikaner zum Eintritt in den Krieg“ überreden sollte.
Auch die Philosophin und Parapsychologin Gerda Walther wurde im Rahmen der „Sonderaktion Rudolf Hess“ inhaftiert, kurz danach aber wieder aus der Haft entlassen.
Wilhelm Wulff wurde am 9. Juni 1941 von der Gestapo verhaftet. Er kam in das KZ Fuhlsbüttel, wo er im „Arbeitslager für Spezialisten“ Horoskope für einige NS-Größen erstellen musste. Dazu gehörten Walter Schellenberg, Leiter des Auslandsnachrichtendienstes, Arthur Nebe, der Chef des Reichskriminalpolizeiamtes und Heinrich Himmler. Insbesondere Schellenberg soll von Wulffs Fähigkeiten angetan gewesen sein. Im November 1943 soll Wulff ihm unter anderem das Attentat vom 20. Juli 1944 und den Tod Hitlers für Ende April oder Anfang Mai 1945 vorausgesagt haben. Nach Wulffs Autobiografie Tierkreis und Hakenkreuz: Als Astrologe an Himmlers Hof bekam er im Juli 1943 von Nebe die Anweisung, „sich in die Fahndung nach dem verschwundenen Mussolini einzuschalten“. Für Himmler erstellte Wulff ab der zweiten Kriegshälfte Horoskope.
Am 13. Juni 1941 notierte Joseph Goebbels in seinem Tagebuch:

„Alle Astrologen, Magnetopathen, Anthroposophen etc. verhaftet und ihre gesamte Tätigkeit lahmgelegt. Damit ist diesem Schwindel endgültig ein Ende gemacht. Sonderbarerweise hat nicht ein einziger Hellseher vorausgesehen, dass er verhaftet wurde. Ein schlechtes Berufszeichen.“

Der von Bormann bereits vor dem „Englandflug“ eingeschlagene Kurs gegen Okkultismus wurde mit der Aktion gegen Geheimlehren und sogenannte Geheimwissenschaften mit schärferen Mitteln fortgeführt. Bormann forderte Goebbels im Juni 1941 in einem Briefwechsel auf, stärker in der Propaganda gegen „jegliche Okkultlehren“ vorzugehen. Dabei berief er sich auf eine Anweisung Hitlers, die ausdrücklich den Fall Heß nennt. Goebbels war damit zwar einverstanden, äußerte aber Bedenken, dass dadurch die Beunruhigung in der Bevölkerung über den Skandal um Heß zunehmen könne.
Bormann führte eine Art Kreuzzug gegen alles, was in irgendeiner Form mit Okkultismus verknüpft war. Dies ging so weit, dass Zauberkünstler nur noch dann auftreten durften, wenn sie ihre Zaubertricks, wie beispielsweise die zersägte Jungfrau, offenlegten.
Bormann profitierte am meisten von Heß’ „Englandflug“. Er übernahm am 12. Mai 1941 Heß’ Dienststelle, den Stab des Stellvertreters des Führers, der in Partei-Kanzlei umbenannt wurde. Bormann erhielt die Befugnisse eines Reichsministers, war Mitglied der Reichsregierung und des Ministerrats für die Reichsverteidigung.

## Abteilung „Siderisches Pendel“

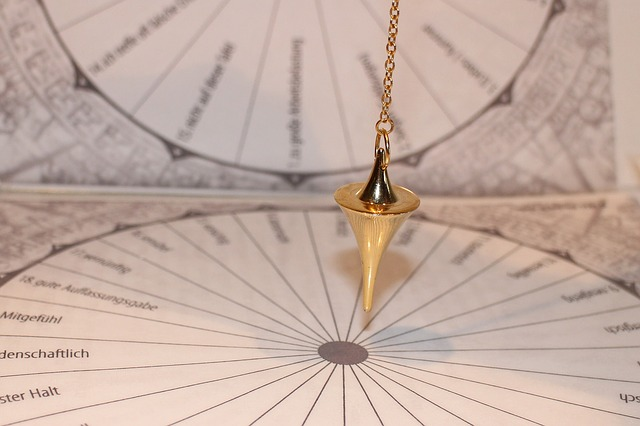
Ein siderisches Pendel

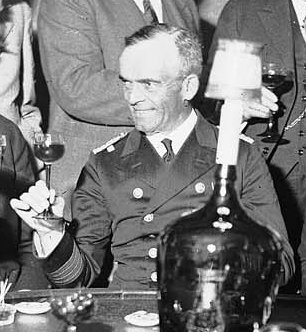
Otto Schniewind (Mai 1933)

Offiziell wurden die „Geheimlehren und sogenannten Geheimwissenschaften“ mit der Aktion Heß verboten. Dies war jedoch keinesfalls das Ende aller okkultistischen bzw. grenzwissenschaftlichen Aktivitäten im Dritten Reich. Für bestimmte Anwendungen, die mit den Zielen der nationalsozialistischen Kriegsführung vereinbar waren und die nicht in allzu großem Widerspruch mit der nationalsozialistischen Ideologie standen, konnten die Aktivitäten fortgesetzt werden. So wurden einige verfolgte Okkultisten und Grenzwissenschaftler zu überzeugten Unterstützern des NS-Regimes.
Wenige Monate nach der Aktion Heß wurden einige der von SD und Gestapo drangsalierten und verhafteten Personen zur „Abteilung SP“ überstellt. Die Abkürzung „SP“ stand für „siderisches Pendel“. Die Abteilung unterstand dem Oberkommando der Kriegsmarine (OKM). Bis heute ist unklar, wer die Abteilung wann aufgebaut hatte und welche Kreise innerhalb der Marine und des NS-Regimes davon wussten. Einschlägige Dokumente fehlen. Die wesentlichen Detailinformationen stammen aus Augenzeugenberichten der Nachkriegszeit, vor allem von Gerda Walther und Wilhelm Wulff.
Als diese beiden erstmals im Frühjahr 1942 von der Abteilung SP erfuhren, existierte sie schon „einige Zeit“. Nach Darstellung von Wulff soll zumindest Admiral Otto Schniewind von den Versuchen unterrichtet gewesen sein. Aufgebaut hat die Abteilung sehr wahrscheinlich der Marineoffizier Hans A. Roeder (1888–1985). Er war ab September 1939 Generalreferent für „Erfindungs- und Patentwesen“ im Marinewaffenhauptamt. Der Korvettenkapitän soll sich laut Walther selbst als „Pendler“ bezeichnet haben. Ein möglicher Grund für den Aufbau der Abteilung waren die Erfolge der britischen Marine gegen deutsche U-Boote. Roeder soll laut Walther vermutet haben, dass die britische Marine Pendler zur Positionsbestimmung der deutschen U-Boote einsetze. Dem, so Walther, „wollte man nun auf deutscher Seite möglichst schnell etwas Aehnliches entgegensetzen“. Die Ursache für die britischen Erfolge war allerdings nicht spiritueller Natur, sondern vielmehr, dass am 9. Mai 1941 bei der Kaperung von U 110 eine vollständige Verschlüsselungsmaschine vom Typ Enigma M3 erbeutet wurde. Damit gelang es den Briten, den „Funkverkehr der deutschen U-Boot-Führung für einige Monate mit mehr oder weniger geringen Verzögerungen kontinuierlich zu entziffern“.
Nach dem Krieg äußerte sich Konteradmiral Gerhard Wagner, der von 1941 bis 1944 Chef der Operationsabteilung im Marineoberkommando war, zu den Versuchen der Abteilung SP wie folgt:

„R[oeder], der Pendler, war uns allen bekannt. Seine Arbeit war aus damaliger Sicht nicht so ungewöhnlich. Man dachte schließlich ständig über neue Techniken nach, und wenn nun jemand kam, der erklärte, durch eine bestimmte Methode etwas erreichen zu können, dann war es natürlich selbstverständlich, dass man ihm die Möglichkeit dazu gab.“

Wulff bezeichnete nach dem Krieg die Abteilung SP, in der er gearbeitet hatte, als „wunderliche Gesellschaft“. So seien „Medien und Psychitive […], Pendler […], Tattwa-Forscher […], Astrologen und Astronomen, Ballistiker und Mathematiker“ in der Dienststelle in Berlin versammelt gewesen.
In der Arbeitsgruppe SP arbeiteten auch der Chemiker und Patentanwalt Fritz Quade (1884–1944) und der ehemalige Berufsoffizier Konrad Schuppe (1871–1945). Quade war bis 1939 Präsident der Deutschen Gesellschaft für wissenschaftlichen Okkultismus (D. G. W. O.), die 1939 in Deutsche metaphysische Gesellschaft (D. m. G.) umbenannt wurde. Schuppe wurde sein Nachfolger. Beide waren im Verlauf der Aktion Heß mehrere Wochen in Haft.
Auch der promovierte Astronom Hans-Hermann Kritzinger (1887–1968) war als früheres Mitglied der D. G. W. O. in der Abteilung SP tätig. Der Ballistik-Experte arbeitete zunächst bei der Luftwaffe und dem Heereswaffenamt. Ab Anfang 1940 arbeitete der Nostradamus-Fachmann außerdem für das Propagandaministerium. Der ausgesprochen vielseitige Kritzinger war darüber hinaus auch Fachmann für Radiästhesie. Die Arbeitsgruppe SP wurde offensichtlich aus dem noch bestehenden Netzwerk der D. G. W. O. aufgebaut. Gerda Walther schrieb nach dem Krieg, dass sie bei Arbeitstreffen der Abteilung SP „alte parapsychologische Freunde“ wiedergetroffen habe.
Der Berufsastronom und Astrologe Wilhelm Hartmann (1893–1965) soll die Eignungsprüfungen der ausgewählten Pendler vorgenommen haben. Eine wesentliche Rolle beim Aufbau der Abteilung SP soll auch der österreichische Ingenieur, Pendel- und Radiästhesieforscher Ludwig Straniak (1879–1951) gespielt haben. Der bekennende Nationalsozialist hatte die im Zuge der Aktion Heß verbotene „Gesellschaft für Wissenschaftliche Pendelforschung“ 1936 gegründet. Straniak bot der deutschen Kriegsmarine seine Dienste an. Bei ersten Versuchen soll es ihm gelungen sein, die Position deutscher Schlachtschiffe mittels siderischem Pendel zu bestimmen. Dies war offensichtlich der Ausgangspunkt für den Aufbau der Abteilung SP in einer Villa in der Berliner Von-der-Heydt-Straße. Zur Ortung feindlicher Schiffe und Geleitzüge sollen die Pendler laut Wulff Tag für Tag „mit ausgestrecktem Arm über den Seekarten“ gehockt haben. Auch Gerda Walther hat mit dem Pendeln eine Art Probezeit in der Abteilung SP absolviert. Die sehr heterogene Zusammensetzung der Mitarbeiter der Abteilung sorgte für einige Konflikte. So waren es letztlich grundlegende Meinungsverschiedenheiten zwischen Walther und ihrem Chef Roeder, die sie von der weiteren Mitarbeit abhielten.
Allen erheblichen Anstrengungen zum Trotz konnte die Abteilung SP keinerlei militärisch brauchbaren Ergebnisse liefern. Sämtliche Quellen belegen, dass Aufklärungserfolge ausblieben. Die Abteilung SP soll laut Gerda Walther im Herbst 1942 wieder aufgelöst worden sein.
Vizeadmiral Erhard Maertens (1891–1945), Amtsgruppenchef im Marinenachrichtendienst, erklärte am 2. November 1942 bei einer Lagebesprechung bei Großadmiral Erich Raeder, Versuche mit Pendelortungsverfahren würden nun eingestellt, da sie sich als unbrauchbar erwiesen hätten.
In einem Bildband von Sven Simon aus dem Jahr 1980 wird Admiral Schniewind mit der Aussage zitiert: „Ich habe niemals erfahren […], dass die Pendelversuche des Roeder-Instituts in irgendeiner Form für die praktische Marinekriegsführung verwertet worden sind.“
Ende Januar 1943 wurde dem an den Pendelortungsversuchen beteiligten Privatgelehrten Hans-Hermann Kritzinger auf Vorschlag des Oberkommandos der Marine eine Ehrenprofessur verliehen. Kritzinger sei einer der „um die Lösung von Kriegsaufgaben besonders verdiente[n] Männer“ gewesen, so die Begründung. Nahezu zeitgleich erfolgte im Oberkommando der Marine der Wechsel von Raeder zu Dönitz. Parteikanzlei-Chef Martin Bormann ließ daraufhin nachfragen, ob „auch nach dem Wechsel der Marineleitung diese Pendelei fortgesetzt wird.“
Bormann schrieb an den NS-Chefideologen Alfred Rosenberg, der nunmehr ausgezeichnete Kritzinger hätte sich im schlechtesten Sinne einen Namen gemacht, weil er sich „mit einem ganzen Stab sogenannter Pendler […] um die Auspendelung von Geleitzügen bemüht“ habe.